# De fortabtes Ø
De fortabtes Ø (originaltitel As Man Desires) er en amerikansk stumfilm fra 1925 instrueret af Irving Cummings.

## Medvirkende
- Milton Sills som John Craig
- Viola Dana som Pandora La Croix
- Ruth Clifford som Gloria Gordon
- Rosemary Theby som Evelyn Beaudine
- Irving Cummings som Singh
- Paul Nicholson som Carringford
- Tom Kennedy som Gorilla Bagsley